# Artemisia arborescens
Artemisia arborescens, el ajenjo de montaña o ajenjo moruno, es una especie perteneciente a la familia de las asteráceas. Es nativa de la región mediterránea. 

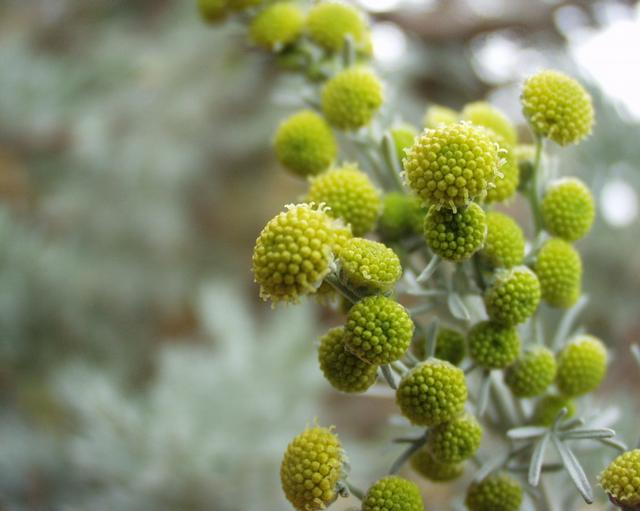
Inflorescencia.

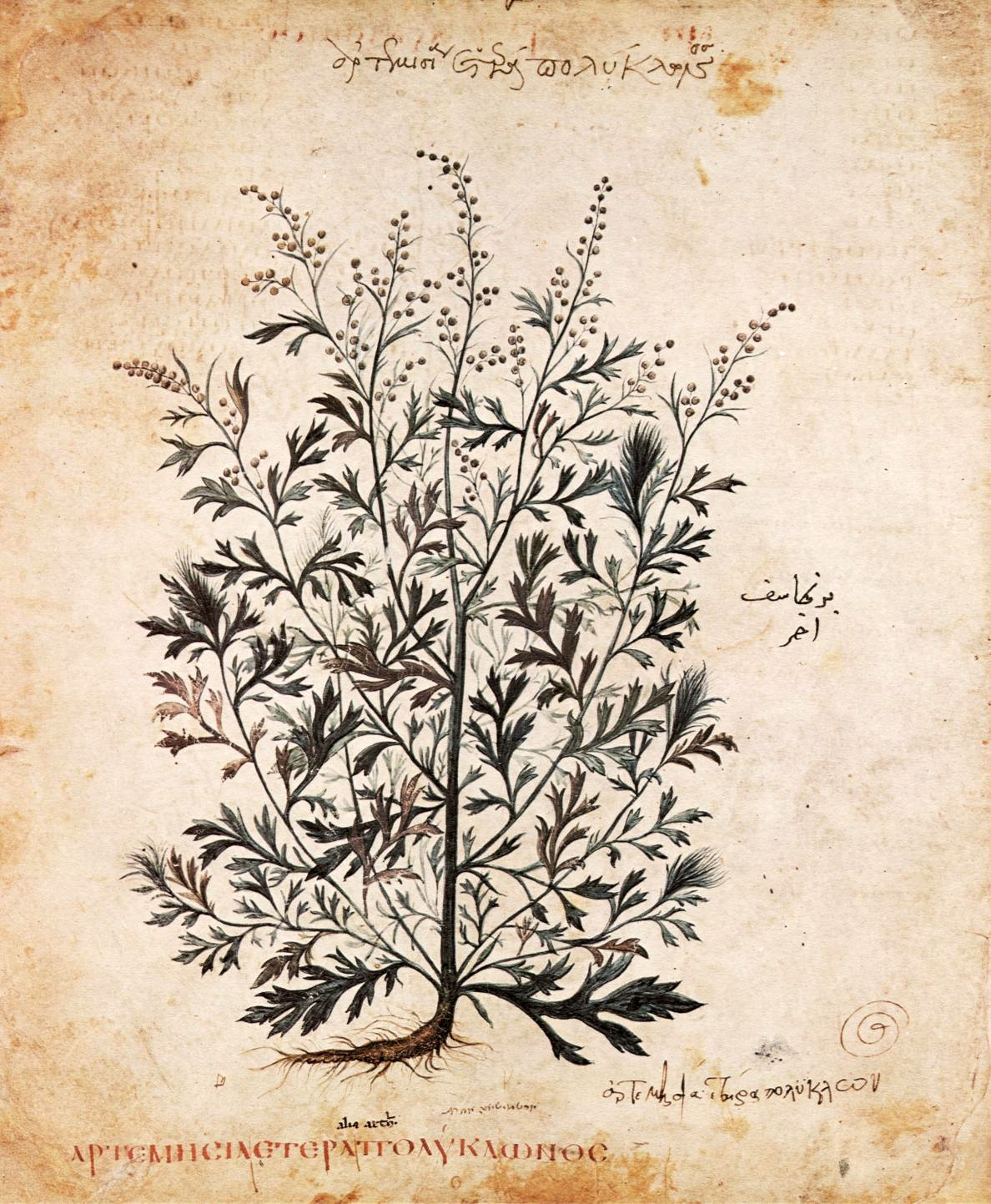
Ilustración

## Descripción
Planta perenne de entre 60 a 150 cm, llega a formar un arbusto compacto con hojas aromáticas finamente divididas de color blanco plateado. Las flores, de color amarillo, surgen en panículas. Florece en verano. Se cultiva por su follaje.
La variedad 'Powis Castle' ha ganado el premio Award of Garden Merit de la Royal Horticultural Society.

## Propiedades
Esta planta, al igual que otras del género Artemisia, produce aceites esenciales que históricamente han sido utilizados para diversos fines medicinales aunque sus propiedades farmacológicas están aún bajo investigación.

## Taxonomía
Artemisia arborescens fue descrita por Carolus Linnaeus y publicado en Species Plantarum, Editio Secunda 2: 1188, en 1763.
Etimología
Hay dos teorías en la etimología de Artemisia: según la primera, debe su nombre a Artemisa, hermana gemela de Apolo y diosa griega de la caza y de las virtudes curativas, especialmente de los embarazos y los partos. Según la segunda teoría, el género fue otorgado en honor a Artemisia II, hermana y mujer de Mausolo, rey de la Caria, 353-352 a. C., que reinó después de la muerte del soberano. En su homenaje se erigió el Mausoleo de Halicarnaso, una de las siete maravillas del mundo. Era experta en botánica y en medicina.
arborescens: epíteto latino que significa "como un árbol.
Sinonimia
- Absinthium arborescens Moench
- Absinthium arborescens Vaill.
- Artemisia argentea Willk. & Lange
- Artemisia elegans Salisb.[10]

## Nombre común
En España: abrótano, ajenjo, ajenjo de montaña (2), ajenjo moruno (5), artamisa, artemisia, asensio (2), cazapegos, doncel (3), mata del sarampión, mazapegos, sencio (2), sensio. (el número entre paréntesis indica el número de especies que llevan el mismo nombre en España).